# Herb Łopuszna
Herb Łopuszna – symbol miasta i gminy Łopuszno.

## Wygląd i symbolika
Herb przedstawia na tarczy dzielonej z prawa w skos w polu lewym niebieskim wizerunek kościoła w Łopusznie, w polu prawym złotym trzy czarne krzyże, natomiast w centralnej części srebrną tarczę z czarną literą „Ł”, nawiązującą do nazwy gminy.